# Francia tízfrankos érme (1974)
Az 1974-ben kibocsátott francia tízfrankos érme (egyik tervezője után Mathieu-tízfrankos) az ezüst árának emelkedése miatt a forgalomból kikerült ezüst tízfrankos helyett került forgalomba. 1979-ig a papír tízfrankossal párhuzamosan volt forgalomban. 1986-ban kisebb méretű érmével próbálták felváltani (többek között kiterjedt hamisítása miatt), de az új típus sikertelensége miatt 1987-ben visszatértek veréséhez. 1988-ban váltotta fel a Bastille-emlékművet ábrázoló bimetál tízfrankos. Az érmét 1991. szeptember 9-én vonták ki a forgalomból.

## Leírás
Az érme anyaga kupronikkel-alumínium ötvözet. Átmérője 26 mm, súlya 10 gramm, vastagsága 2,5 mm. Peremén a Liberté, égalité, fraternité (Szabadság, egyenlőség, testvériség) felirat olvasható (ékezetek nélkül, nagybetűkkel), a szavakat babérág, olajfaág és búzakalász választja el. 
Az érmét Émile Rousseau, a párizsi pénzverde fővésnöke (1972-1994 között) tervezte. Előlapján Franciaország stilizált térképe látható (Georges Mathieu alkotása), rajta Párizsból szerteágazó sugarakkal, alatta az RF betűkkel, körülötte a République Française (Francia Köztársaság) felirattal, alul az évszámmal, melyet a verdejegy és a vésnök jegye vesz körül. Hátlapján az érmén keresztben húzódó értékjelzés mögött az ipar stilizált ábrázolása látható. 

## Vert mennyiség
Az érmetípusból 1974-1987 között összesen 693 188 103 db készült (ebből 1974-ben 7300 db essai feliratú próbaveret). 1986 kivételével valamennyi évben verték, az 1981-1983-as évjáratok számítanak ritkának, az összes többi évjárat több tízmilliós példányszámban készült. 
| Évjárat | Vert mennyiség (db) |
| ------- | ------------------- |
| 1974    | 22 347 500          |
| 1975    | 59 012 500          |
| 1976    | 104 092 500         |
| 1977    | 100 027 300         |
| 1978    | 97 590 000          |
| 1979    | 110 000             |
| 1980    | 80 000              |
| 1981    | 24 000              |
| 1982    | 45 800              |
| 1983    | 84 400              |
| 1984    | 39 988 000          |
| 1985    | 29 988 000          |
| 1987    | 49 981 000          |

## Emlékveretek
Az 1974-es tízfrankos paramétereivel 1982-1988 között 7 forgalmi emlékérmét bocsátottak ki:
- 1982: Léon Gambetta halálának 100. évfordulójára
- 1983: Stendhal születésének 200. évfordulójára
- 1983: az első léggömbrepülés 200. évfordulójára (tervező: Daniel Ponce)
- 1984: François Rude születésének 200. évfordulójára (tervező Gendis Saint-Pierre)
- 1985: Victor Hugo halálának 100. évfordulójára
- 1987: Capet Hugo megkoronázásának 1000. évfordulójára
- 1988: Roland Garros születésének 100. évfordulójára (tervező: Hervé Duetthe)

Az 1982-es Gambetta-tízfrankos volt az első francia emlékérme 1794 óta. Valamennyi emlékérme milliós példányszámban került forgalomba, az 1987-1988-as veretek a leggyakoribbak. A Mathieu-tízfrankosokkal együtt 1991. szeptember 9-én vonták ki a forgalomból.  
| Évjárat            | Vert mennyiség (db) |
| ------------------ | ------------------- |
| 1982-Gambetta      | 3 017 000           |
| 1983-Stendhal      | 2 984 000           |
| 1983-léggömb       | 2 984 000           |
| 1984-Rude          | 9 988 000           |
| 1985-Victor Hugo   | 9 988 000           |
| 1987-Capet Hugo    | 19 948 440          |
| 1988-Roland Garros | 29 964 000          |

## Külső hivatkozások
- Infonumis (franciául)
- Katalógus